# Province de Terre de Labour
La province de Terre de Labour (Provincia di Terra di Lavoro) est une ancienne province italienne, dans la région de Campanie, abolie le 2 janvier 1927.

## Géographie

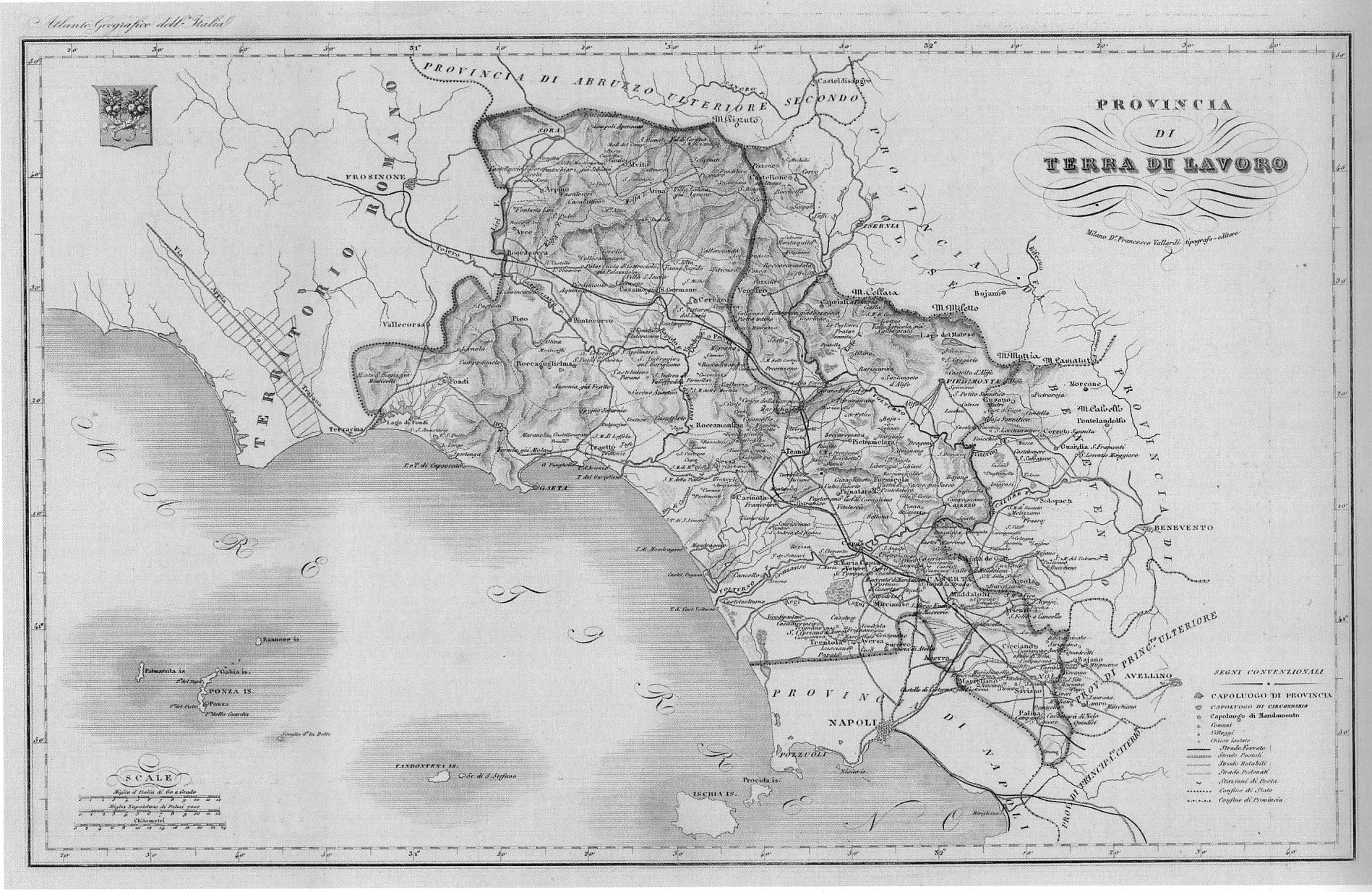
Cartographie de la Terre de Labour au XIX

Après l' unification de l'Italie , la provincia di Terra di Lavoro était l'une des plus vastes du royaume. Le territoire de la province s'étendait en trois régions historiques et géographiques : il comprenait une partie du Latium proprement dit, la Campanie et le Sannio. Par rapport aux frontières des provinces actuelles, elle comprenait tout le territoire de la province de Caserta, la moitié sud des deux provinces de Frosinone et Latina, et la zone de Nola dans la ville métropolitaine de Naples. Immédiatement après l'unité, puis, les municipalités ont été détachées aujourd'hui dans les provinces de Bénévent, Avellino et Isernia.
Les principaux centres de la province étaient, outre la capitale Caserta, Aversa, Capou et Santa Maria Capua Vetere, San Donato Val Di Comino, San Germano (renommée Cassino en 1863), Formia (née en 1862 de l'union des communes de Castellone et Mola di Gaeta), Gaeta, Minturno, Castelforte, Santi Cosma e Damiano, Ausonia, Spigno Saturnia, Sora, Isola del Liri, Fondi, Nola, Teano, Sessa Aurunca et Venafro, ainsi que, pour l'importance historique, Aquino, Arpino (ville natale de Cicéron) et Roccasecca (qui rivalise avec Aquino pour la ville natale de San Tommaso). La municipalité insulaire de Ponza et Ventotene faisait également partie de la province.

## Histoire
Avec la loi 132 de 1806 sur le partage et l'administration des provinces du Royaume, votée le 8 août de la même année, Joseph Bonaparte réforme le partage territorial du royaume de Naples sur la base du modèle français et supprime le système féodal. Dans les années suivantes (entre 1806 et 1811), une série d'arrêtés royaux acheva le processus d'établissement des provinces avec la spécification des municipalités qui y étaient incluses et la définition des limites territoriales et des dénominations des districts et districts desquels il était divisé en chaque province.
En 1861, la province et l'ensemble du royaume des Deux-Siciles est intégrée au royaume d'Italie ; la province a continué à constituer une unité administrative de premier niveau même dans le nouvel État unitaire, également dénommée  alternativement et officiellement de la province de Caserte. En 1927, dans le cadre d'une réorganisation générale des circonscriptions provinciales selon les vœux du régime fasciste, il fut décidé de procéder à la suppression de la province historique, entre les provinces de Frosinone et de Naples.
Le territoire de l'ancienne Terre de Labour est aujourd'hui divisé administrativement entre la Campanie (toute la province de Caserte et une partie de la ville métropolitaine de Naples), le Latium (les moitiés sud des deux provinces de Frosinone et Latina) et le Molise (une petite partie de la province d'Isernia).